# Syrlin
Die Syrlin (auch Sürlin, Sirlin) waren eine süddeutsche Bildhauerfamilie der Ulmer Schule.

## Bekannte Mitglieder
- Jörg Syrlin (der Ältere) (um 1425–1491), deutscher Schreiner und Bildhauer
- Jörg Syrlin (der Jüngere) (um 1455–1521), deutscher Bildhauer und Schreiner